# Таримський басейн
39°28′00″ пн. ш. 76°03′00″ сх. д. / 39.46666667° пн. ш. 76.05° сх. д.
Тари́мський басе́йн (кит.: 塔里木盆地; піньїнь: Tǎlǐmù Péndì) — великий безстічний басейн площею понад 400 000 км². Розташований у Сіньцзян-Уйгурському автономному районі на дальньому заході Китаю. Його північна межа — гірське пасмо Тянь-Шань і південна — Куньлунь, а також північна частина Тибету. Пустеля Такла-Макан займає більшу частину басейну. Область рідко заселена уйгурами, іншими тюрками, таджиками.

## Геологія
Таримський басейн — залишок давнього мікроконтиненту, який приєднався до Євразії у Кам'яновугільному і Пермському періодах.
Вважається що Таримський басейн має великі поклади нафти і природного газу, великі відкладення палеозою, мезозою и кайнозою, займають центральну частину басейну, завтовшки понад 15 км. Відкладення нафти та газу відносяться до пермського періоду.
Льодовики з K2, другої за висотою вершини світу, при таненні утворюють річки що прямують до Таримського басейну. Деякі річки використовують за для зрошування, інші утворюють болота та солоні озера.

## Історія

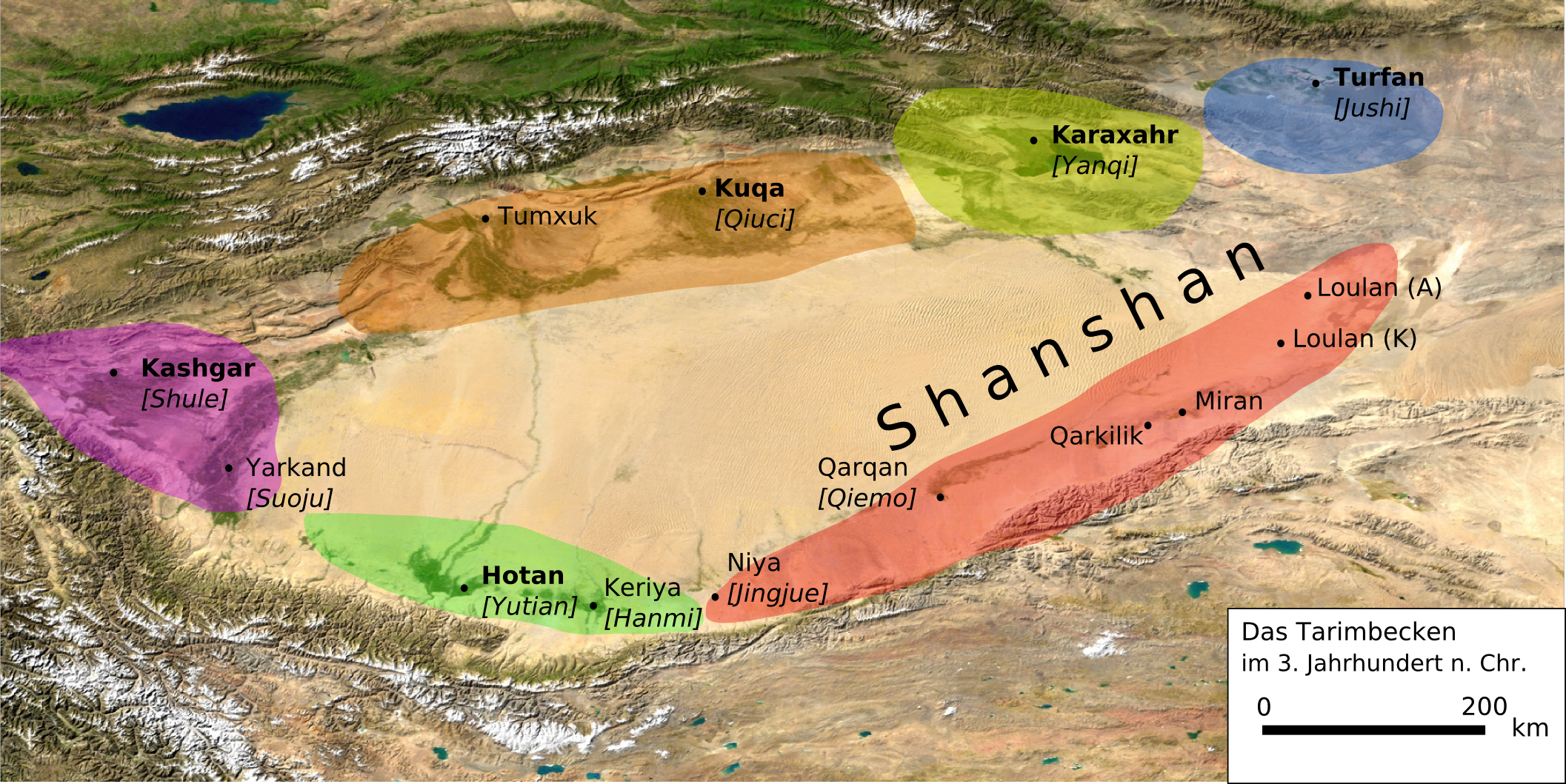
Таримський басейн в 3-му столітті

Великий шовковий шлях мав два маршрути: Північний шовковий шлях по півночі і Південний шовковий шлях по півдню пустелі Такла-Макан. Середній маршрут було облишено в шостому столітті. Південний маршрут йшов через міста-оази Яркенд, Нія, Гума, Марин і Хотан. Ключові міста-оази по північному маршруту — Аксу, Корла, Турфан, Гаочан і Лоулань. Інші ключові міста Кашгар на південному заході, Куча на півночі, і Дуньхуан на сході.
Раніше тохарські мови були розповсюдженні в Таримському басейні — найсхідніші з Індо-європейських мов. Китайська назва «юечжі» ((Chinese 月氏; Wade-Giles: Yüeh-Chih) визначала переселенців з Середньої Азії у Таримському басейні, які були переможені Хунну, пізніше мігрували на південь і заснували Кушанське царство, яке розташовувалось на теренах Афганістану, Пакистану, півночі Індії.
Китайці взяли контроль над Таримським басейном в кінці 1-го століття під головуванням генерала Бань Чао (32–102).
Зміцніле Кушанське царство повернуло собі владу в Таримському басейні в 1-му 2-му сторіччях н. е., де вони заснували царство в Кашгарі і конкурували за владу в області з номадами і китайцями. Вони ввели писемність брахмі, індійський пракрит за для адміністрації і буддизм.
Лобнор, солоне болото y западині на сході Таримського басейну, — використовуються задля ядерних випробувань Китаєм.

## Західний маршрут водно-транспортного проєктуПівдень-Північ
Китай планує прорити 1000-кілометровий підземний водогон для виведення води з Тибетського плато, найбільшого водного резервуару світу, річки Ярлунг-Цангпо (верхня течія Брахмапутри) у Таримський басейн, розташований у Сіньцзян-Уйгурському автономному районі, для вирощування аграрної продукції. Це загрожує відтоком значних обсягів води й падінням її рівня в нижній течії річки з катастрофічними наслідками для тамтешнього численного населення.
Станом на 2016 рік побудувано 10 дамб на Брахмапутрі й іще 18 будується, що означатиме подальше зменшення кількості води, яку отримують Індія й Бангладеш.
Друга фаза проекту водовідведення Дяньчжун включає постачання води у муніципальні заклади, сільськогосподарські та промислові зони Юньнані у посушливі періоди. Передбачається будівництво 300-кілометрового каналу для перекидання щороку до 17 млрд м³ прісної води з Тибету для порятунку річки Хуанхе, що живить величезну кількість населення Китаю, але критично міліє й утрачає ресурс.
Наразі реалізацію обох зазначених проєктів стримують висока вартість і брак необхідних технологій.

## Див. також
